# 基爾卡區
基爾卡區（西班牙語：Distrito de Quilca），是秘魯的一個區，位於該國南部阿雷基帕大區的卡馬納省，始建於1857年1月2日，面積912.5平方公里，海拔高度82米，2005年人口698，人口密度每平方公里0.76人。